# Brossa
La brossa est un fromage valdôtain.

## Description
Le terme brossa indique une recuite composée essentiellement de petit-lait et d'une petite proportion de vinaigre ou d'autres substances aigres, permettant aux graisses et aux protéines de remonter à la surface.
Le brocciu corse et la bróusse du sud-est de l'Occitanie partagent avec la brossa la composition et l'étymologie.
Produit en Vallée d'Aoste, la brossa se conserve à une température de +4 degrés accompagne normalement la polente.
De la brossa on peut obtenir du beurre moins gras.